# Robert 1. af Burgund
Robert 1. af Burgund, også kaldet Robert den Gamle (fransk: Robert le Vieux), (ca. 1011–21. marts 1076) var hertug af Burgund fra 1032 til 1076. Han var medlem af Huset Capet, søn af kong Robert 2. af Frankrig og bror til kong Henrik 1. af Frankrig.
Efter faderens død i 1031 tog han del i et oprør mod sin bror, kong Henrik 1., hvori han blev støttet af sin mor, Constance af Arles. Som del af fredsforliget modtog han hertugdømmet Burgund som len i 1032.
Hans ældste søn Hugo faldt i kamp i ung alder, og da hans anden søn Henrik også døde før sin far, blev han efterfulgt som hertug af sin sønnesøn, Hugo 1. En anden sønnesøn, Henrik blev greve af Portugal i 1096.